# 주택저당증권
주택저당증권(MBS: Mortgage-backed securities)은 주택저당채권을 기초로 발행되는 MBS이다. MBS시장은 1차 시장, 2차 시장 및 자본시장으로 구성된다. 1차 시장은 모기지 차입자와 상업은행 등 모기지 대출기관 사이에 모기지론이 이루어지는 시장이다.MBS에 투자하는 방법은 ISHARE의 MBB ETF를 매수하는 것이다.

## 같이 보기
- 자산유동화증권 (ABS)
- 부채담보부증권 (CDO)